# Pozemní hokej na Letních olympijských hrách 1996
Pozemní hokej na Letních olympijských hrách 1984 zahrnoval turnaj mužů i turnaj žen. Všechny zápasy obou turnajů se odehrály ve dnech 20. července až 2. srpna 1996. Hrálo se na dvou stadionech konkrétně na Herndon Stadium v areálu Morris Brown College a na Panther Stadium v areálu Clark Atlanta University.

## Program soutěží
Turnaje mužů se zúčastnilo 12 mužstev, která byla rozdělena do 2 šestičlenných skupin, ve kterých se hrálo způsobem jeden zápas každý s každým a poté 2 nejlepší týmy z každé skupiny postoupily do semifinále, týmy na 3. a 4. místě hrály o 5. až 8. místo a týmy na 5. a 6. místě hrály o 9. až 12. místo. Turnaje žen se zúčastnilo 8 týmů, které spolu hrály způsobem jeden zápas každý s každým a poté byla vyhodnocena tabulka, ze které týmy na 1. a 2. místě postoupily do finále a týmy na 3. a 4. místě spolu sehrály zápas o 3. místo.

## Turnaj mužů
| Zlato   | Nizozemsko (NED) |
| Stříbro | Španělsko (ESP)  |
| Bronz   | Austrálie (AUS)  |

### Skupina A
- 20. července
- Španělsko – Německo 1:0
- Pákistán – USA 4:0
- Indie – Argentina 0:1
- 22. července
- Pákistán – Španělsko 0:3
- Německo – Indie 1:1
- USA – Argentina 2:5
- 24. července
- USA – Indie 0:4
- Španělsko – Argentina 2:1
- Německo – Pákistán 3:1
- 26. července
- Německo – Argentina 3:0
- Pákistán – Indie 0:0
- Španělsko – USA 7:1
- 28. září
- Pákistán – Argentina 6:2
- Německo – USA 3:0
- Španělsko – Indie 1:3

| Poř. | Tým       | Z | V | R | P | VG | OG | B |
| ---- | --------- | - | - | - | - | -- | -- | - |
| 1.   | Španělsko | 5 | 4 | 0 | 1 | 14 | 5  | 8 |
| 2.   | Německo   | 5 | 3 | 1 | 1 | 10 | 3  | 7 |
| 3.   | Indie     | 5 | 2 | 2 | 1 | 8  | 3  | 6 |
| 4.   | Pákistán  | 5 | 2 | 1 | 2 | 11 | 8  | 5 |
| 5.   | Argentina | 5 | 2 | 0 | 3 | 9  | 13 | 4 |
| 6.   | USA       | 5 | 0 | 0 | 5 | 3  | 23 | 0 |

### Skupina B
- 21. července
- Nizozemsko – Malajsie 2:0
- Velká Británie – Jižní Korea 2:2
- Jihoafrická republika – Austrálie 1:1
- 23. července
- Nizozemsko – Velká Británie 2:2
- Malajsie – Jihoafrická republika 2:2
- Austrálie – Jižní Korea 3:2
- 25. července
- Jižní Korea – Jihoafrická republika 3:3
- Malajsie – Velká Británie 2:2
- Nizozemsko – Austrálie 3:2
- 27. července
- Malajsie – Austrálie 1:5
- Jihoafrická republika – Velká Británie 0:2
- Nizozemsko – Jižní Korea 3:1
- 29. července
- Velká Británie – Austrálie 0:2
- Malajsie – Jižní Korea 2:4
- Nizozemsko – Jihoafrická republika 4:1

| Poř. | Tým                   | Z | V | R | P | VG | OG | B |
| ---- | --------------------- | - | - | - | - | -- | -- | - |
| 1.   | Nizozemsko            | 5 | 4 | 1 | 0 | 14 | 6  | 9 |
| 2.   | Austrálie             | 5 | 3 | 1 | 1 | 13 | 7  | 7 |
| 3.   | Velká Británie        | 5 | 1 | 3 | 1 | 8  | 8  | 5 |
| 4.   | Jižní Korea           | 5 | 1 | 2 | 2 | 12 | 13 | 4 |
| 5.   | Jihoafrická republika | 5 | 0 | 3 | 2 | 7  | 12 | 3 |
| 6.   | Malajsie              | 5 | 0 | 2 | 3 | 7  | 15 | 2 |

### O 9. až 12. místo
- 31. července
- Argentina – Malajsie 4:4 po prodloužení, 3:0 na penalty
- Jihoafrická republika – USA 3:0

### Zápas o 11. místo
- 1. srpna
- Malajsie – USA 4:1

### Zápas o 9. místo
- 1. srpna
- Argentina – Jihoafrická republika 3:2

### O 5. až 8. místo
- 31. července
- Indie – Jižní Korea 3:3 po prodloužení, 3:5 na penalty
- Velká Británie – Pákistán 1:2

### Zápas o 7. místo
- 1. srpna
- Indie – Velká Británie 3:4

### Zápas o 5. místo
- 2. srpna
- Jižní Korea – Pákistán 3:1

### Semifinále
- 31. července
- Španělsko – Austrálie 2:1
- Německo – Nizozemsko 1:3

### Zápas o 3. místo
- 2. srpna
- Austrálie – Německo 3:2

### Finále
- 2. srpna
- Španělsko – Nizozemsko 1:3

### Medailisté
| Zlato | Stříbro | Bronz |
| --- | --- | --- |
| Nizozemsko | Španělsko | Austrálie |
| Ronald Jansen Bram Lomans Leo Klein Gebbink Erik Jazet Tycho van Meer Wouter van Pelt Marc Delissen Jacques Brinkman Maurits Crucq Stephan Veen Floris Jan Bovelander Jeroen Delmee Guus Vogels Teun de Nooijer Remco van Wijk Taco van den Honert | Ramón Jufresa Oscar Barrena Joaquín Malgosa Jordi Arnau Juantxo García-Mauriño Jaime Amat Juan Escarré Victor Pujol Ignacio Cobos Xavier Escudé Javier Arnau Ramón Sala Juan Dinares Pablo Amat Pablo Usoz Antonio González | Mark Hager Stephen Davies Baeden Choppy Lachlan Elmer Stuart Carruthers Grant Smith Damon Diletti Lachlan Dreher Brendan Garard Paul Gaudoin Paul Lewis Matthew Smith Jay Stacy Daniel Sproule Ken Wark Michael York |

## Turnaj žen
| Zlato   | Austrálie (AUS)   |
| Stříbro | Jižní Korea (KOR) |
| Bronz   | Nizozemsko (NED)  |

### Základní část
- 20. července
- USA – Nizozemsko 1:1
- Austrálie – Španělsko 4:0
- Argentina – Německo 0:2
- Jižní Korea – Velká Británie 5:0
- 21. července
- Španělsko – Německo 1:2
- Nizozemsko – Velká Británie 1:1
- 22. července
- Austrálie – Argentina 7:1
- USA – Jižní Korea 3:2
- 23. července
- Austrálie – Německo 1:0
- Španělsko – Argentina 0:1
- Nizozemsko – Jižní Korea 1:3
- USA – Velká Británie 0:1
- 25. července
- Španělsko – Velká Británie 2:2
- Nizozemsko – Německo 4:3
- Austrálie – Jižní Korea 3:3
- USA – Argentina 1:2
- 26. července
- USA – Německo 1:1
- Austrálie – Velká Británie 1:0
- 27. července
- Španělsko – Jižní Korea 0:2
- Nizozemsko – Argentina 4:1
- 28. července
- Německo – Velká Británie 2:3
- Austrálie – USA 4:0
- Španělsko – Nizozemsko 2:4
- Argentina – Jižní Korea 2:2
- 30. července
- Argentina – Velká Británie 0:5
- Německo – Jižní Korea 0:1
- Španělsko – USA 0:2
- Austrálie – Nizozemsko 4:0

| Poř. | Tým            | Z | V | R | P | VG | OG | B  |
| ---- | -------------- | - | - | - | - | -- | -- | -- |
| 1.   | Austrálie      | 7 | 6 | 1 | 0 | 24 | 4  | 13 |
| 2.   | Jižní Korea    | 7 | 4 | 2 | 1 | 18 | 9  | 10 |
| 3.   | Velká Británie | 7 | 3 | 2 | 2 | 12 | 11 | 8  |
| 4.   | Nizozemsko     | 7 | 3 | 2 | 2 | 15 | 15 | 8  |
| 5.   | USA            | 7 | 2 | 2 | 3 | 8  | 11 | 6  |
| 6.   | Německo        | 7 | 2 | 1 | 4 | 10 | 11 | 5  |
| 7.   | Argentina      | 7 | 2 | 1 | 4 | 7  | 21 | 5  |
| 8.   | Španělsko      | 7 | 0 | 1 | 6 | 5  | 17 | 1  |

### Zápas o 3. místo
- 1. srpna
- Velká Británie – Nizozemsko 0:0 po prodloužení, 3:4 na penalty

### Finále
- 1. srpna
- Austrálie – Jižní Korea 3:1

### Medailistky
| Zlato | Stříbro | Bronz |
| --- | --- | --- |
| Austrálie | Jižní Korea | Nizozemsko |
| Clover Maitland Danni Roche Liane Tooth Alyson Annan Juliet Haslam Jenny Morris Louise Dobson Lisa Powell Karen Marsden Kate Starre Renita Farrell Jackie Pereira Nova Peris-Kneebone Rechelle Hawkesová Katrina Powell Michelle Andrews | You Jae-sook Choi Eun-kyung Cho Eun-jung Oh Seung-shin Lim Jeong-sook Kim Myung-ok Chang Eun-jung Lee Ji-young Lee Eun-kyung Kwon Soo-hyun Woo Hyun-jung Choi Mi-soon Lee Eun-young Jeon Young-sun Kwon Chang-sook Jin Deok-san | Jacqueline Toxopeus Stella de Heij Fleur van de Kieft Carole Thate Ellen Kuipers Jeannette Lewin Nicky Koolen Dillianne van den Boogaard Margje Teeuwen Mijntje Donners Willemijn Duyster Suzanne Plesman Noor Holsboer Florentine Steenberghe Wietske de Ruiter Suzan van der Wielen |